# Notbeleuchtung

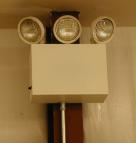
Notbeleuchtung mit USV-Einheit

Die Notbeleuchtung  bzw. Sicherheitsbeleuchtung ist eine Beleuchtung, die bei Störung der Stromversorgung der allgemeinen elektrischen Beleuchtung wirksam wird oder bleibt. Sie gliedert sich in Sicherheitsbeleuchtung und Ersatzbeleuchtung.

## Allgemein
Bei Stromausfall ist eine Orientierung in Gebäuden für ortsfremde Personen häufig stark erschwert. Ein von der allgemeinen Versorgung unabhängiges zweites Beleuchtungssystem mit (feuerhemmender) Verkabelung oder Sicherheitsstromquelle ermöglicht deshalb das sichere und rasche Verlassen des Gebäudes von Personen.
Bei der Notbeleuchtung wird unterschieden zwischen Sicherheitsbeleuchtung und Ersatzbeleuchtung.
Bei der Sicherheitsbeleuchtung kann unterschieden werden zwischen Sicherheitsbeleuchtung für Rettungswege, Antipanikbeleuchtung und Sicherheitsbeleuchtung für Arbeitsplätze mit besonderer Gefährdung.

## Ersatzbeleuchtung
Die Ersatzbeleuchtung stellt sicher, dass bei einem Netzausfall notwendige Arbeiten noch eine gewisse Zeit weitergeführt werden können, sofern keine Gefährdung für Mitarbeiter besteht. Ersatzbeleuchtungen kommen zum Beispiel bei Überwachungsanlagen, Kommandoräumen der Sicherheitsorgane, in Industrieanlagen oder in Operationsräumen von Krankenhäusern zum Einsatz.

## Sicherheitsbeleuchtung

Piktogramm auf Sicherheitsbeleuchtungen nach ISO 7010

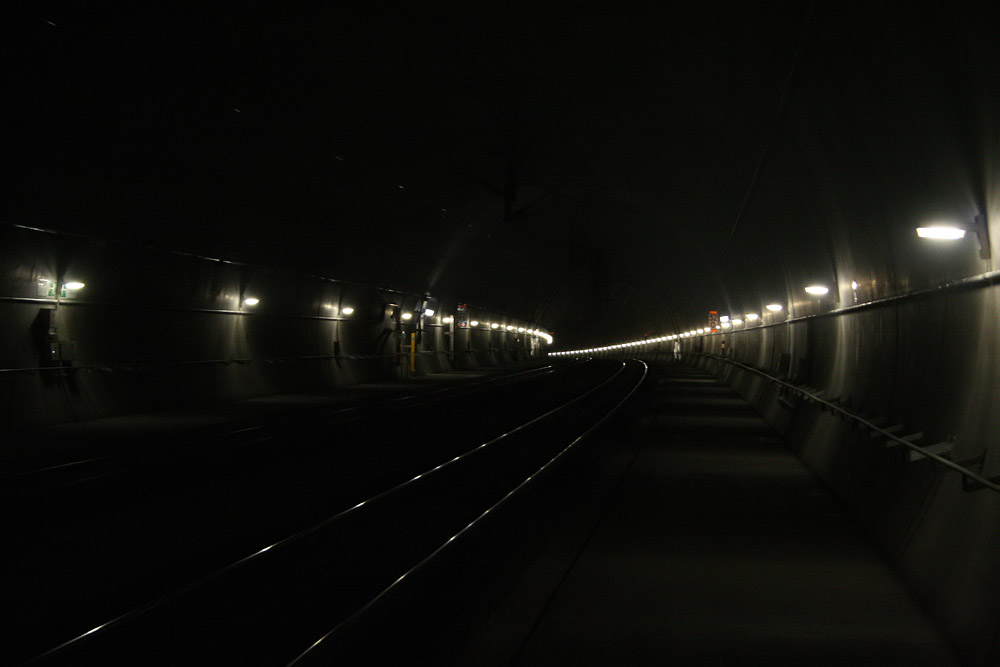
Sicherheitsbeleuchtung im Euerwangtunnel (Längsabstand der Leuchten: 18 m)

Die Sicherheitsbeleuchtung ermöglicht es Personen, im Gefahrenfall einen Raum, einen Gebäudeabschnitt und/oder ein Gebäude sicher zu verlassen. Je nach Anforderung bzw. Arbeitsplatz kann dazu auch ein gefährlicher Arbeitsablauf vorher abgeschlossen werden. Bei der Sicherheitsbeleuchtung wird unterschieden zwischen Sicherheitsbeleuchtung für Rettungswege, Sicherheitsbeleuchtung für Arbeitsplätze mit besonderer Gefährdung und Antipanikbeleuchtung. Die wichtigsten Anforderungen nach DIN EN 1838 und den Technischen Regeln für Arbeitsstätten ASR A3.4/3 sind:
- Gleichmäßigkeit: Das Verhältnis der größten zur kleinsten Beleuchtungsstärke darf höchstens 40:1 betragen.
- Innerhalb von 15 Sekunden nach Ausfall der Allgemeinbeleuchtung muss die Sicherheitsbeleuchtung hundert Prozent Lichtleistung erreicht haben.
- Mindestens 1 Lux horizontale Beleuchtungsstärke auf der Mittelachse des Flucht- und Rettungsweges
- Mindestens Farbwiedergabeindex Ra 40 der Lichtquellen

Als Teil der Sicherheitsbeleuchtung werden Rettungszeichenleuchten mit grün-weißen Piktogrammen nach EN ISO 7010, also stilisierten Personen mit Pfeil in Fluchtrichtung, installiert und sind auch Teil der Sicherheitsleitsysteme eines Gebäudes. Eine Besonderheit gilt für Eisenbahn-, Straßenbahn- und U-Bahn-Tunnel: Dort werden die Notausgänge mit blau hinterleuchteten Rettungszeichen gekennzeichnet, um eine Verwechslung mit grünen Eisenbahnsignalen auszuschließen.

### Sicherheitsbeleuchtung auf Flucht- und Rettungswegen
Die Sicherheitsbeleuchtung zeigt den Weg zum Ausgang, beleuchtet den Flucht- und Rettungsweg und ermöglicht die Erkennung von Hindernissen und Niveauunterschieden wie Treppen. Sie kennzeichnet außerdem Erste-Hilfe-Stellen, Brandbekämpfungs- (z. B. Feuerlöscher) und Meldeeinrichtungen.

### Arbeitsstätten und Arbeitsplätze mit besonderer Gefährdung
Arbeitgeber sind zum Schutz ihrer Angestellten verpflichtet und müssen eine Gefährdungsbeurteilung erstellen. In dieser wird ermittelt, ob alle Mitarbeiter bei Ausfall der Beleuchtung ihre Arbeitsplätze gefahrlos verlassen können.
Arbeitsplätze mit besonderer Gefährdung sind u. a. Baustellen, Labore, Arbeitsplätze in der Nähe von heißen Bädern oder Gießgruben, elektrische Betriebsräume und Steuereinrichtungen. Hier ist eine Sicherheitsbeleuchtung von mindestens 15 Lux nach spätestens 0,5 Sekunden gefordert. Die Gleichmäßigkeit der Beleuchtung ist in diesen Arbeitsbereichen kleiner als 10:1.

### Antipanikbeleuchtung
Die Antipanikbeleuchtung soll in Versammlungsstätten eine Massenpanik im Dunkeln vermeiden. Sie sorgt für ausreichende Sehbedingungen, damit Flucht- und Rettungswege sicher erreicht werden können. Eine Antipanikbeleuchtung ist zu installieren, wenn in großen Hallen die Fluchtwege nicht eindeutig definiert sind oder die gesamte Fläche als Rettungsweg genutzt werden kann. Nötig ist sie auch in Konferenzräumen über 60 Quadratmeter Größe ohne ausgewiesene Fluchtwege sowie in Aufzügen.

## Stromversorgung
Die Stromversorgung erfolgt aus einer Ersatzstromquelle. Dies können Batteriesysteme oder Stromerzeugungsaggregate sein. Die Sicherheitsbeleuchtung kann in Dauerschaltung (ständiger Leuchtbetrieb) oder in Bereitschaftsschaltung (Einschaltung der Leuchten bei Stromausfall) betrieben werden. Es gibt auch die Möglichkeit des Ein- und Ausschaltens von Notleuchten. Hierbei werden elektronische Module vorgeschaltet, sodass die Leuchten dann entweder über eine Ansteuerung mittels örtlichen Tastern oder über einen Datenbus angesteuert werden können. Bei Stromausfall der Allgemeinversorgung werden diese Leuchten dann von der Sicherheitsstromquelle versorgt. Der Betreiber ist gesetzlich und normativ zur regelmäßigen Überprüfung, Wartung und Instandsetzung der Sicherheitsbeleuchtung verpflichtet.

## Normen
Normen, Verordnungen aus Baurecht und Arbeitsschutz regeln die Anforderungen an die Not- und Sicherheitsbeleuchtung.

### Lichttechnische Anforderungen
- ISO 30061; CIE S 020 (2007-11) Notbeleuchtung
- DIN EN 1838:2013-10 Angewandte Lichttechnik – Notbeleuchtung
- DIN EN 13032-3 (2007-12) Licht und Beleuchtung – Messung und Darstellung photometrischer Daten von Lampen und Leuchten, Teil 3: Darstellung von Daten für die Notbeleuchtung von Arbeitsstätten
- DIN 5035-6 (2006-11) Beleuchtung mit künstlichem Licht – Teil 6: Messung und Bewertung
- DIN 4844-1 (2012-06) Graphische Symbole – Sicherheitsfarben und Sicherheitszeichen – Teil 1: Erkennungsweiten und farb- und photometrische Anforderungen
- DIN ISO 3864-1 (2012-06) Graphische Symbole – Sicherheitsfarben und Sicherheitszeichen – Teil 1: Gestaltungsgrundlagen für Sicherheitszeichen und Sicherheitsmarkierungen
- DIN EN ISO 7010 (2012-10) Graphische Symbole – Sicherheitsfarben und Sicherheitszeichen – Registrierte Sicherheitszeichen

### Elektrotechnische Anforderungen
- DIN EN 50172-2024 (2024-10) Sicherheitsbeleuchtungsanlagen (VDE 0108 Teil 100)
- DIN V VDE V 0108-100 (2010-08) Sicherheitsbeleuchtungsanlagen (Vornorm VDE V 0108-100) Anmerkung: Die Anwendung dieser Vornorm wird vom UK 221.3 der DKE empfohlen.
- DIN VDE 0100-710 (2012-10) Errichten von Niederspannungsanlagen – Anforderungen für Betriebsstätten, Räume und Anlagen besonderer Art – Teil 710: Medizinisch genutzte Bereiche
- DIN VDE 0100-560 (2013-10) Errichten von Niederspannungsanlagen – Teil 5-56: Auswahl und Errichtung elektrischer Betriebsmittel – Einrichtungen für Sicherheitszwecke
- DIN EN 60598-1 (2015-10) Leuchten – Allgemeine Anforderungen und Prüfungen (VDE 0711 Teil 1))
- DIN EN 60598-2-22 (2015-06) Leuchten – Teil 2-22: Besondere Anforderungen – Leuchten für Notbeleuchtung (VDE 0711 Teil 2-22) (IEC 60598-2-22)
- DIN EN 50171 (2001-11) Zentrale Stromversorgungssysteme
- DIN EN 50272-2 (2001-12) Sicherheitsanforderungen an Batterien und Batterieanlagen
- DIN EN 62034 (2013-02) Automatische Prüfsysteme für batteriebetriebene Sicherheitsbeleuchtung für Rettungswege (IEC 62034:2006)

### Arbeitsschutz
- ArbStättV (2004-08) Arbeitsstättenverordnung
- ASR A1.3 (2013-02) Technische Regel für Arbeitsstätten: Sicherheits- und Gesundheitsschutzkennzeichnung
- ASR A2.3 (2007-08, geänd. 2014) Technische Regel für Arbeitsstätten: Fluchtwege, Notausgänge, Flucht- und Rettungsplan
- ASR A3.4/3 (2009-05, geänd. 2014) Technische Regel für Arbeitsstätten: Sicherheitsbeleuchtung, optische Sicherheitsleitsysteme

### Baurecht
- MBO (2012-09) Muster-Bauordnung
- MVStättV (2014-07) Muster-Versammlungsstättenverordnung
- MGarVO (2008-05) Muster-Garagenverordnung
- MIndBauRL (2014-02) Muster-Industriebaurichtlinie
- MBeVO (2014-05) Muster-Beherbergungsstättenverordnung
- MSchulbauR (2009-04) Muster-Schulbau-Richtlinie
- MHHR (2008-04) Muster-Hochhausrichtlinie
- MLAR (2005-11) Muster-Leitungsanlagen-Richtlinie
- MVkVO (2014-07) Muster-Verkaufsstättenverordnung
- M-EltBauVO (2009-01) Musterverordnung über den Bau von Betriebsräumen für elektrische Anlagen

## Software
Als leistungsstarke Software zum Planen, Berechnen und Visualisieren einer Notbeleuchtung nach DIN EN 1838 kann die Software DIALux verwendet werden.